# Liste der denkmalgeschützten Objekte in Grieskirchen
Die Liste der denkmalgeschützten Objekte in Grieskirchen enthält die 28 denkmalgeschützten, unbeweglichen Objekte der Gemeinde Grieskirchen in Oberösterreich (Bezirk Grieskirchen).

## Denkmäler
| Foto |                 | Denkmal                                                                                     | Standort                                                   | Beschreibung | Metadaten |
| ---- | --------------- | ------------------------------------------------------------------------------------------- | ---------------------------------------------------------- | --- | --- |
| ja   | Datei hochladen | Villa Moser HERIS-ID: 206622seit 2021                                                       | Am Windberg 4 Standort KG: Grieskirchen                    | Im Jahr 1932 nach Plänen des Architekten Hans Schihan erbaut. | BDA-Hist.: Q107636663 Status: Bescheid Stand der BDA-Liste: 2025-06-30 Name: Villa Moser GstNr.: .335, 384/2                                                |
| ja   | Datei hochladen | Kapelle an der Frauenstiege HERIS-ID: 86606 Objekt-ID: 100924                               | bei Frauenstiege 2 Standort KG: Grieskirchen               | Die Kapelle wurde um 1900 neu erbaut. Der Name Frauenstiege stammt von früheren Besitzern dieses Gebietes, dem Zisterzienserinnenkloster Schlierbach, welches jedoch heute ein Männerkloster ist. | BDA-Hist.: Q37716018 Status: § 2a Stand der BDA-Liste: 2025-06-30 Name: Kapelle an der Frauenstiege GstNr.: .295                                            |
| ja   | Datei hochladen | Sebastiansfriedhof, Friedhofskapelle und Aufbahrungshalle HERIS-ID: 86605 Objekt-ID: 100920 | Friedhofgasse 3 Standort KG: Grieskirchen                  | Der heutige Friedhof war ursprünglich ein Pestanger. Die Jahreszahl 1593 über dem Eingang zeigt die Fertigstellung der Friedhofsmauer. | BDA-Hist.: Q37715998 Status: § 2a Stand der BDA-Liste: 2025-06-30 Name: Sebastiansfriedhof, Friedhofskapelle und Aufbahrungshalle GstNr.: 120/1, 135/2, 119 |
| ja   | Datei hochladen | Ehem. Freisitz Rosenstein und Wirtschaftsgebäude HERIS-ID: 37935 Objekt-ID: 37365           | Prechtlerstraße 18 Standort KG: Grieskirchen               | Der Gebäudekomplex besteht aus zwei aneinander stoßenden Häusern. | BDA-Hist.: Q1283373 Status: Bescheid Stand der BDA-Liste: 2025-06-30 Name: Ehem. Freisitz Rosenstein und Wirtschaftsgebäude GstNr.: .1 Edelsitz Rosenstein  |
| ja   | Datei hochladen | Dreifaltigkeitssäule HERIS-ID: 86872 Objekt-ID: 101208                                      | vor Pühringerplatz 1 Standort KG: Grieskirchen             | 1708 wurde die 7 m hohe Votivsäule mit der Hl. Dreifaltigkeit an der Spitze von Johann Georg Freiherr von Hohenegg errichtet. Bis 1975 stand die Säule in Unternberg. | BDA-Hist.: Q37717520 Status: § 2a Stand der BDA-Liste: 2025-06-30 Name: Dreifaltigkeitssäule GstNr.: 394                                                    |
| ja   | Datei hochladen | Ehem. Polytechnikum HERIS-ID: 86613 Objekt-ID: 100931                                       | Roßmarkt 5 Standort KG: Grieskirchen                       | | BDA-Hist.: Q37716097 Status: § 2a Stand der BDA-Liste: 2025-06-30 Name: Ehem. Polytechnikum GstNr.: .150                                                    |
| ja   | Datei hochladen | Landesmusikschule HERIS-ID: 86887 Objekt-ID: 101223                                         | Roßmarkt 7 Standort KG: Grieskirchen                       | | BDA-Hist.: Q37717572 Status: § 2a Stand der BDA-Liste: 2025-06-30 Name: Landesmusikschule GstNr.: .148, .149                                                |
| ja   | Datei hochladen | Sebastiankapelle, Kriegergedächtniskapelle HERIS-ID: 52157 Objekt-ID: 58475                 | neben Roßmarkt 12 Standort KG: Grieskirchen                | Erbaut zu Beginn des 16. Jh. findet man in der Kapelle noch Stilelemente der Spätgotik, wie z. B. ein Netzrippengewölbe. Zur Zeit Josephs II. wurde sie zweckentfremdet. Seit 1963 ist ein Denkmal für die Gefallenen der Weltkriege errichtet.                                                                                                | BDA-Hist.: Q38049502 Status: § 2a Stand der BDA-Liste: 2025-06-30 Name: Sebastiankapelle, Kriegergedächtniskapelle GstNr.: .141                             |
| ja   | Datei hochladen | Kath. Pfarrkirche hl. Martin HERIS-ID: 52159 Objekt-ID: 58481                               | zwischen Roßmarkt und Stadtplatz Standort KG: Grieskirchen | Die ersten historisch belegbaren Aufzeichnungen über den Umbau finden sich in den Jahren 1701/02 unter Pfarrer Johann Melchior Wieser. Dabei wurde die Kirche barockisiert. 1901 wurden die zwei Hauptportale neu gestaltet. 10 Jahre später kam es erneut zu einem gründlichen Umbau, bei dem der Turm und das Dach die heutige Form bekamen. | BDA-Hist.: Q22443135 Status: § 2a Stand der BDA-Liste: 2025-06-30 Name: Kath. Pfarrkirche hl. Martin GstNr.: .140 Pfarrkirche Grieskirchen                  |
| ja   | Datei hochladen | Bürgerhaus HERIS-ID: 37936 Objekt-ID: 37366                                                 | Roßmarkt 13 Standort KG: Grieskirchen                      | Das Großruck- oder Weißgerberhaus bekam um 1710 die heutige Gestalt. Der Hausstock ist jedoch wesentlich älter. Seit 1828 im Besitz der Weißgerberfamilie. 1966 wurde die Weißgerbergerechtigkeit gelöscht. | BDA-Hist.: Q37978097 Status: Bescheid Stand der BDA-Liste: 2025-06-30 Name: Bürgerhaus GstNr.: .146 Großruck- oder Weißgerberhaus, Grieskirchen             |
| ja   | Datei hochladen | Gasthaus Geisberger HERIS-ID: 42120 Objekt-ID: 42701                                        | Roßmarkt 21 Standort KG: Grieskirchen                      | | BDA-Hist.: Q38002893 Status: Bescheid Stand der BDA-Liste: 2025-06-30 Name: Gasthaus Geisberger GstNr.: .109                                                |
| ja   | Datei hochladen | Karbrunnen HERIS-ID: 86607 Objekt-ID: 100925                                                | gegenüber Stadtplatz 2 Standort KG: Grieskirchen           | Gundaker von Polheim ließ 1610 ein achteckiges Becken errichten. Nach einer Sanierung wurde der Brunnen an die heutige Stelle versetzt. Der Name Karbrunnen leitet sich von „Gefäß“, „Korb“ oder „Kasten“ ab. | BDA-Hist.: Q37716037 Status: § 2a Stand der BDA-Liste: 2025-06-30 Name: Karbrunnen GstNr.: 401/14                                                           |
| ja   | Datei hochladen | Bürgerhaus HERIS-ID: 37937 Objekt-ID: 37367                                                 | Stadtplatz 3 Standort KG: Grieskirchen                     | Auch bekannt unter „Haus Nr. 7 – Ettingerhaus“. Früher in Besitz der Weberdynastie Grienberger. 1809–1816 war hier das königl. bayrische Landgrafschaftsamt untergebracht. Seit 1972 in Privatbesitz. | BDA-Hist.: Q37978108 Status: Bescheid Stand der BDA-Liste: 2025-06-30 Name: Bürgerhaus GstNr.: .9                                                           |
| ja   | Datei hochladen | Bürgerhaus, Gasthof zum weißen Kreuz HERIS-ID: 37941 Objekt-ID: 37371                       | Stadtplatz 4 Standort KG: Grieskirchen                     | Erbaut wurde dieses Haus im Jahre 1604 von Gundacker von Pollheim, Freiherr auf Parz, Lichtenegg und Steinhaus. Seit 1889 in privatem Besitz. | BDA-Hist.: Q37978119 Status: Bescheid Stand der BDA-Liste: 2025-06-30 Name: Bürgerhaus, Gasthof zum weißen Kreuz GstNr.: .10/1                              |
| ja   | Datei hochladen | Bürgerhaus HERIS-ID: 57250 Objekt-ID: 67144                                                 | Stadtplatz 6 Standort KG: Grieskirchen                     | | BDA-Hist.: Q38075437 Status: Bescheid Stand der BDA-Liste: 2025-06-30 Name: Bürgerhaus GstNr.: .12                                                          |
| ja   | Datei hochladen | Rathaus/Gemeindeamt HERIS-ID: 86610 Objekt-ID: 100928                                       | Stadtplatz 9 Standort KG: Grieskirchen                     | 1892 wurde ein Bürgerhaus am Stadtplatz als Rathaus eingerichtet.1923 wurde ein dritter Stock dazugebaut. Erst seit 1942 steht das Gebäude vollständig als Rathaus zur Verfügung. | BDA-Hist.: Q37716065 Status: § 2a Stand der BDA-Liste: 2025-06-30 Name: Rathaus/Gemeindeamt GstNr.: .15/1, .15/2, .15/3                                     |
| ja   | Datei hochladen | Bürgerhaus, Polhaimerhaus HERIS-ID: 46511 Objekt-ID: 48594                                  | Stadtplatz 16 Standort KG: Grieskirchen                    | Dieses Gebäude war einst ein bedeutendes Bürgerhaus. Es ist zweigeschoßig mit einem Walmdach, besitzt einen dreiachsigen Polygonerker und ein Steinportal mit Datum. Im Inneren ausgestattet mit wertvollen Gewölben. | BDA-Hist.: Q38022121 Status: Bescheid Stand der BDA-Liste: 2025-06-30 Name: Bürgerhaus, Polhaimerhaus GstNr.: .20                                           |
| ja   | Datei hochladen | Jugendheim HERIS-ID: 86616 Objekt-ID: 100934                                                | Stadtplatz 39 Standort KG: Grieskirchen                    | | BDA-Hist.: Q37716122 Status: § 2a Stand der BDA-Liste: 2025-06-30 Name: Jugendheim GstNr.: .248                                                             |
| ja   | Datei hochladen | Wegkapelle hl. Johannes Nepomuk HERIS-ID: 86619 Objekt-ID: 100937                           | bei Wagnleithnerstraße 15 Standort KG: Grieskirchen        | | BDA-Hist.: Q37716150 Status: § 2a Stand der BDA-Liste: 2025-06-30 Name: Wegkapelle hl. Johannes Nepomuk GstNr.: 195/9                                       |
| ja   | Datei hochladen | Krankenhaus, ehem. Schloss Reinleithen HERIS-ID: 86611 Objekt-ID: 100929                    | Wagnleithnerstraße 25 Standort KG: Grieskirchen            | Ursprünglich ein einfacher Bauernhof wurde das Gebäude von den Polheimern zum Edelsitz ausgebaut. 1911 erwarb Pfarrer Georg Wagnleithner das Schloss, um ein Krankenhaus einzurichten, welches seit 1926 Öffentlichkeitsrecht besitzt. | BDA-Hist.: Q1492269 Status: § 2a Stand der BDA-Liste: 2025-06-30 Name: Krankenhaus, ehem. Schloss Reinleithen GstNr.: 203/3                                 |
| ja   | Datei hochladen | Dreifaltigkeitskapelle HERIS-ID: 37931 Objekt-ID: 37361                                     | bei Anton Bruckner-Straße 10 Standort KG: Manglburg        | Die Kapelle wurde 1742 einer Sage nach auf einem Pestanger erbaut. | BDA-Hist.: Q37978067 Status: Bescheid Stand der BDA-Liste: 2025-06-30 Name: Dreifaltigkeitskapelle GstNr.: .193                                             |
| ja   | Datei hochladen | Kantinenhaus der Schwimmbadanlage HERIS-ID: 86917 Objekt-ID: 101254                         | Badstraße 19 Standort KG: Manglburg                        | | BDA-Hist.: Q37717789 Status: § 2a Stand der BDA-Liste: 2025-06-30 Name: Kantinenhaus der Schwimmbadanlage GstNr.: .196                                      |
| ja   | Datei hochladen | Pfarrhof und Wirtschaftsgebäude HERIS-ID: 52158 Objekt-ID: 58476                            | Moos 14 Standort KG: Manglburg                             | Der heutige Pfarrhof wurde in der ersten Hälfte des 14. Jh. auf Gründen des Schlosses Tollet errichtet. Ab 1934 wurde die dazugehörige Landwirtschaft verpachtet und 1973 die baufälligen Wirtschaftsgebäude abgetragen. | BDA-Hist.: Q38049511 Status: § 2a Stand der BDA-Liste: 2025-06-30 Name: Pfarrhof und Wirtschaftsgebäude GstNr.: .82, 634                                    |
| ja   | Datei hochladen | Kalvarienbergkapelle HERIS-ID: 86603 Objekt-ID: 100918                                      | Standort KG: Manglburg                                     | Die Kapelle wurde 1735 im barocken Stil erbaut und war eine Stiftung von Josef Ferdinand Niedermayr. Der rechteckige Bau mit eingeschwungenen Ecken trägt ein Zeltdach mit einem Laternentürmchen. | BDA-Hist.: Q37715958 Status: § 2a Stand der BDA-Liste: 2025-06-30 Name: Kalvarienbergkapelle GstNr.: .81                                                    |
| ja   | Datei hochladen | Kalvarienbergstationen HERIS-ID: 86604 Objekt-ID: 100919                                    | Standort KG: Manglburg                                     | Die heutigen Kreuzwegstationen stammen vom Ende des 19. Jahrhunderts. | BDA-Hist.: Q37715978 Status: § 2a Stand der BDA-Liste: 2025-06-30 Name: Kalvarienbergstationen GstNr.: 582/1 Kalvarienbergstationen Manglburg               |
| ja   | Datei hochladen | St. Anna-Kapelle am Parzberg HERIS-ID: 37932 Objekt-ID: 37362                               | nördlich Annaberg 23 Standort KG: Parz                     | Die Kapelle wurde 1468 am Annaberg (Parzerberg) erbaut und war meist im Besitz der Eigentümer des Schlosses Parz. Beachtenswert sind das spätgotische Rippengewölbe und das Portal. | BDA-Hist.: Q37978077 Status: Bescheid Stand der BDA-Liste: 2025-06-30 Name: St. Anna-Kapelle am Parzberg GstNr.: 65/42                                      |
| ja   | Datei hochladen | Wasserschloss Parz HERIS-ID: 86867 Objekt-ID: 101203                                        | Parz 1 Standort KG: Parz                                   | Um 1800 wurde das Gebäude großteils neu errichtet und es sind nur mehr Reste der ehemaligen Wasserburg vorhanden. | BDA-Hist.: Q2551456 Status: Bescheid Stand der BDA-Liste: 2025-06-30 Name: Wasserschloss Parz GstNr.: .14 Wasserschloss Parz                                |
| ja   | Datei hochladen | Landschloss Parz und Wirtschaftsgebäude HERIS-ID: 37933 Objekt-ID: 37363                    | Parz 2 Standort KG: Parz                                   | Das dreigeschoßige Renaissanceschloss wurde im 16. Jahrhundert errichtet und war ein geistiges Zentrum des Protestantismus in Oberösterreich. | BDA-Hist.: Q2242874 Status: Bescheid Stand der BDA-Liste: 2025-06-30 Name: Landschloss Parz und Wirtschaftsgebäude GstNr.: .11/1, .11/2, 112/2 Schloss Parz |